# 美國車輛號牌
在美國，美國車輛號牌由機動車部門、州政府的機構頒發，而像在哥倫比亞特區，則由地區政府頒發。一些美洲原住民部落也發行車牌。美國聯邦政府僅為自己的車隊和外國外交官擁有的車輛發放車牌。直到1980年代，外交車牌都是由領事館或大使館所在的國家頒發的。
車牌的外觀經常選擇包含與發行管轄區相關的符號、顏色或標語。牌照(license plate)一詞在法規中經常使用，儘管在某些地區非正式地使用標籤。

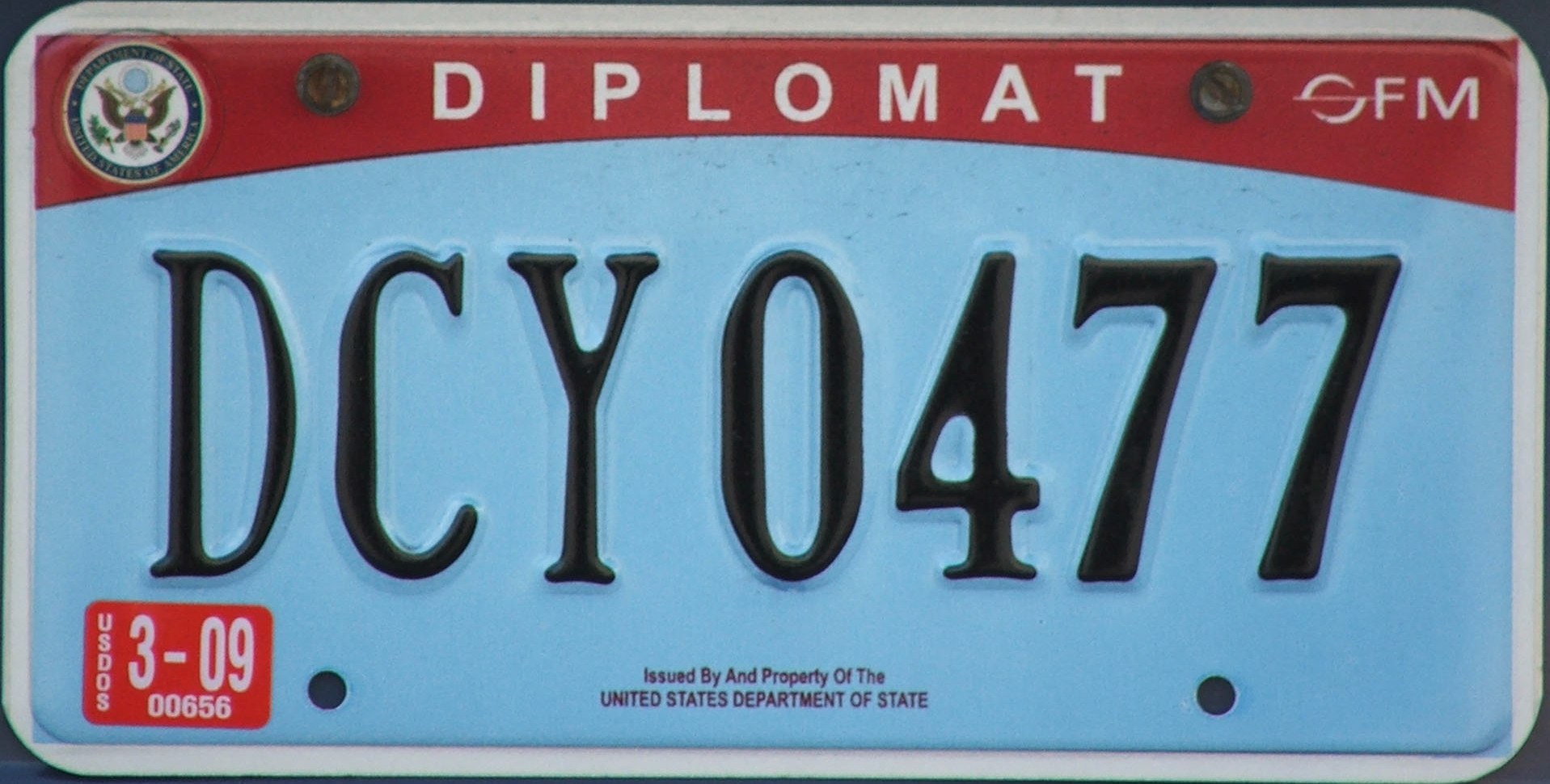
美國國務院核發的外交车辆号牌

## 設計和序列格式
- 阿拉巴馬州阿拉巴馬州
- 阿拉斯加州
- 亞利桑那州亞利桑那州
- 阿肯色州阿肯色州
- 加利福尼亞州
- 科羅拉多州科羅拉多州
- 康涅狄格州
- 特拉華州
- 哥倫比亞特區
- 佛羅里達州
- 佐治亞州佐治亞州
- 夏威夷州
- 愛德荷州愛德荷州
- 伊利諾伊州伊利諾伊州
- 印第安那州印第安那州
- 愛荷華州愛荷華州
- 堪薩斯州
- 肯塔基州肯塔基州
- 路易斯安那州路易斯安那州
- 緬因州緬因州
- 馬里蘭州
- 馬薩諸塞州
- 密歇根州
- 明尼蘇達州
- 密西西比州
- 密蘇裡州
- 蒙大拿州
- 內布拉斯加州內布拉斯加州
- 內華達州
- 新罕布什爾州新罕布什爾州
- 新澤西州
- 新墨西哥州
- 紐約州紐約州
- 北卡罗来纳州
- 北達科他州北達科他州
- 俄亥俄州俄亥俄州
- 俄克拉荷馬州俄克拉荷馬州
- 俄勒岡州俄勒岡州
- 賓夕法尼亞州
- 羅德島州
- 南卡羅來納州
- 南達科他州
- 田納西州
- 德克薩斯州
- 猶他州
- 佛蒙特州
- 弗吉尼亞州
- 華盛頓州
- 西弗吉尼亞州
- 威斯康星州
- 懷俄明州懷俄明州

### 格式
車牌設計通常包含與發行管轄區相關的符號、顏色或標語。註冊號格式（通常為字母數字）旨在為管轄區希望註冊的所有機動車輛提供足夠的唯一編號。例如，特拉華州和羅德島州可以使用123456 格式，而加利福尼亞州使用七字符格式 1ABC234，其他幾個人口稠密的州使用七字符ABC-1234或AB-12345格式。其他格式包括將縣編碼系統（例如愛達荷州的車輛登記牌照）或車牌號中的到期月份納入其中的格式。
非乘用車車牌往往具有單獨的設計，包括特殊的編號格式。

### 設計

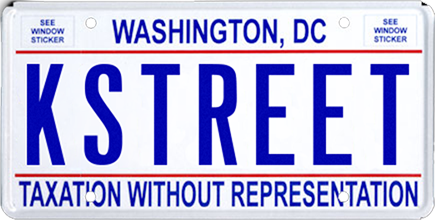
哥倫比亞特區标注“徵稅卻無代表”（TAXATION WITHOUT REPRESENTATION）短語的車牌

在美國，許多州通過獨特的配色方案和標誌來區分他們的車牌，這些配色方案和標誌會隨著時間的推移而持續存在。例如，自1936年以來，經常與懷俄明州聯繫在一起的牛仔標誌就不斷出現在該州的車牌上。一些早期的田納西州車牌製作成與該州近似的平行四邊形形狀。自1939年以來，亞利桑那州的車牌上就有“大峽谷州”的標語。自1954年以來，伊利諾伊州的車牌上就有“林肯之地”的標語。北卡羅來納州的車牌上有“First in Flight”的標語。
佛蒙特州的車牌經常採用綠色和白色配色方案，而阿拉斯加則偏愛黃色和藍色。其他州和領地，例如加利福尼亞州和弗吉尼亞州，提供更簡單的方案，通常帶有白色背景和少量裝飾。
佛羅里達州、印第安納州、馬里蘭州、密歇根州、明尼蘇達州、內布拉斯加州、俄克拉荷馬州、賓夕法尼亞州、南卡羅來納州、田納西州和弗吉尼亞州已將本州官方網站或旅遊網站的地址放在他們的一般發行版上。哥倫比亞特區的大多數車牌都包含“徵稅卻無代表”這一短語，以強調該地區在國會中缺乏投票代表。
截至2023年，使用中的四種最古老的車牌設計——每一種車牌設計自開始以來都有輕微到中度的外觀變化——是特拉華州（自1959年開始生產）、科羅拉多州（自1960年以來，自1978年以來一直如此）、哥倫比亞特區（自1975年以來) 和明尼蘇達州（自1978年起）。

## 安裝

截至2022年8月美國當前的車牌安裝要求。
只需要背面車牌
需要前後車牌
通常需要前後車牌，但有例外

對於乘用車登記，美國各州要求車輛顯示一個或兩個牌照（例如，僅在車輛後部或前後）。在需要兩個車牌的州，可能存在允許只展示一個車牌的有限例外情況，例如商用車輛、政府擁有的車輛、外交車輛、經銷商擁有的車輛或歷史車輛的註冊。在像密蘇里州和加利福尼亞州這樣的兩車牌管轄區，某些卡車登記實際上只需要在車輛的前部顯示一個車牌，而後部則沒有車牌。而在加利福尼亞州，帶有職業牌照的車輛（經銷商、拆解商等）只需要在車輛後部安裝一個牌照，否則就需要兩個牌照。
一些常見的例外情況，像拖車，它只發放一個車牌，即使在其他情況下會向所有乘用車發放兩個車牌。賓夕法尼亞州需要半掛卡車的前車牌。亞利桑那州和堪薩斯州的一些車牌是成對發行的，但車輛只需要掛上後車牌。
馬薩諸塞州相對獨特，因為根據州法律，在馬薩諸塞州註冊的駕車者必須展示發給他們的所有車牌。
在內華達州，除摩托車和拖車外，所有機動車均有兩個牌照。根據州法律，大多數發行了兩個牌照的標準乘用車都需要在車輛的前後保險槓上顯示它們。然而，對於未設計為具有前牌照或製造商未提供牌照支架或其他用於前牌照顯示的車輛，可選擇是否顯示前牌照。2015年，懷俄明州立法機構修改了州法律，像內華達州一樣，取消了在未專門設計為具有前牌照或製造商未提供前牌照支架或其他方式的車輛上展示前牌照的要求顯示車牌。2017 年，蒙大拿州立法機關也以類似方式修訂了州法律，免除此類乘用車展示前牌照，但要求駕車者首先獲得蒙大拿州公路巡邏隊的批准。
南達科他州將以25美元的費用向乘用車發放單個後車牌，但前提是車輛每年的行駛里程少於6,000英里（9,700 公里）。
2019年4月，俄亥俄州議會修改了州法律，要求從2020年7月開始只展示後車牌。
2022年，阿拉斯加州立法機關通過了一項法律，規定每輛車只能頒發一個車牌。

## 臨時過境登錄車牌

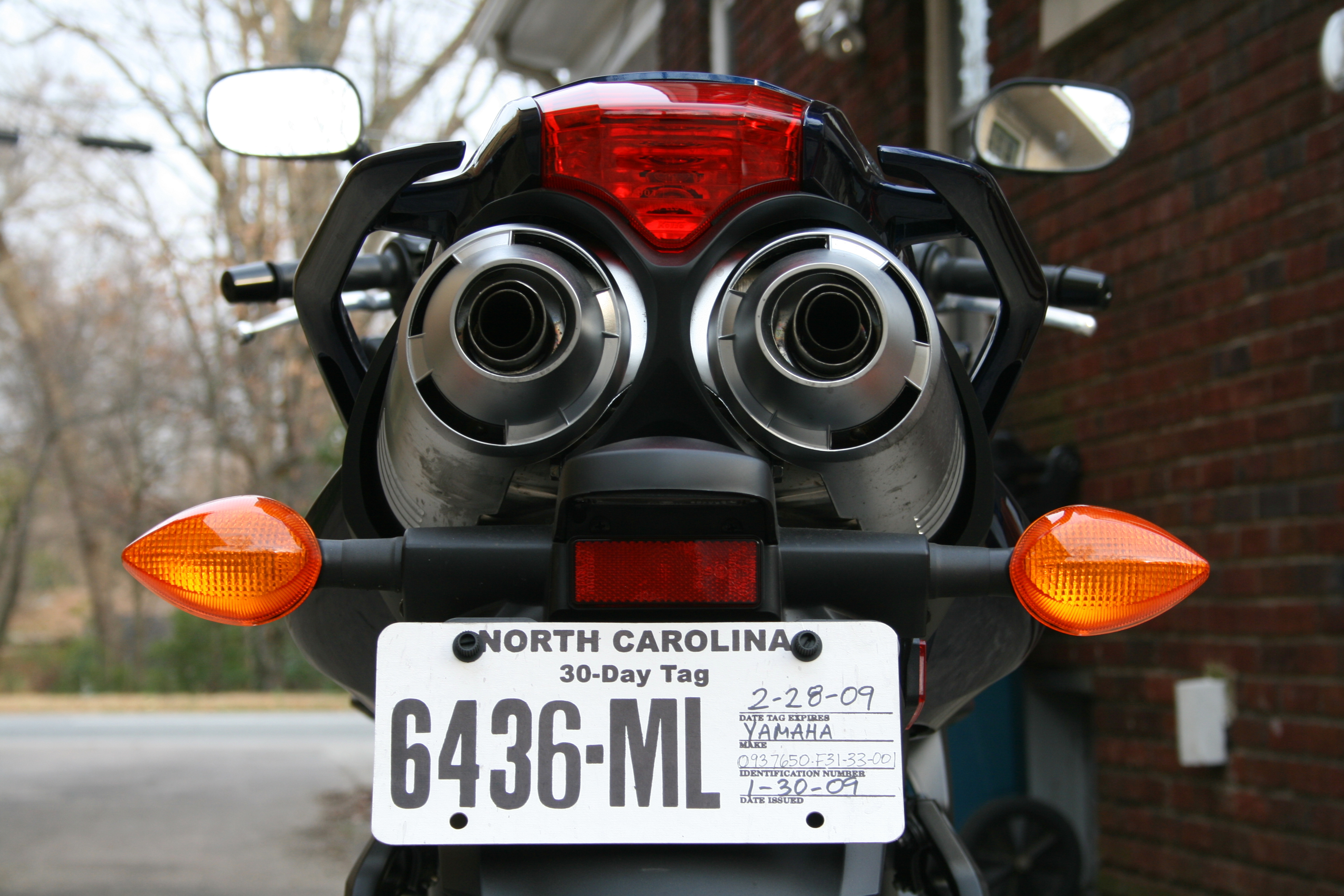
北卡羅來納州一輛摩托車的臨時30天車牌

當一個人從經銷商處購買車輛時，經銷商通常有權簽發臨時登記證，以允許買方駕駛車輛，直到負責車輛登記的政府機構處理登記表為止。
同樣，當一個人在其居住的州以外購買車輛時，他們通常可以從購買地州的當局獲得“過境登記”。這種過境登記將允許新車主駕駛車輛並從其居住的州正確登記和獲得車輛的牌照。

## 特殊部门车牌
在美國，所有州都為州和地方政府擁有的車輛頒發某種特殊類型的車牌。大多數情況下，車牌與普通乘客車牌相似，除了有單獨的編號序列和/或帶有諸如“政府”、“官方”、“國有”、“市政”等信息。
除少數例外，聯邦政府為其擁有的車輛發行車牌。美國軍方擁有的車輛可能有該軍方頒發的車牌，但有些多功能車根本沒有車牌，只有一個直接貼在車身上的識別號碼。美國郵政服務採用相同的做法，尤其是其送貨卡車。美國總務管理局（GSA）擁有的車輛將有GSA以標準格式頒發的車牌。以“P”開頭的美國政府車牌是USPS車輛。

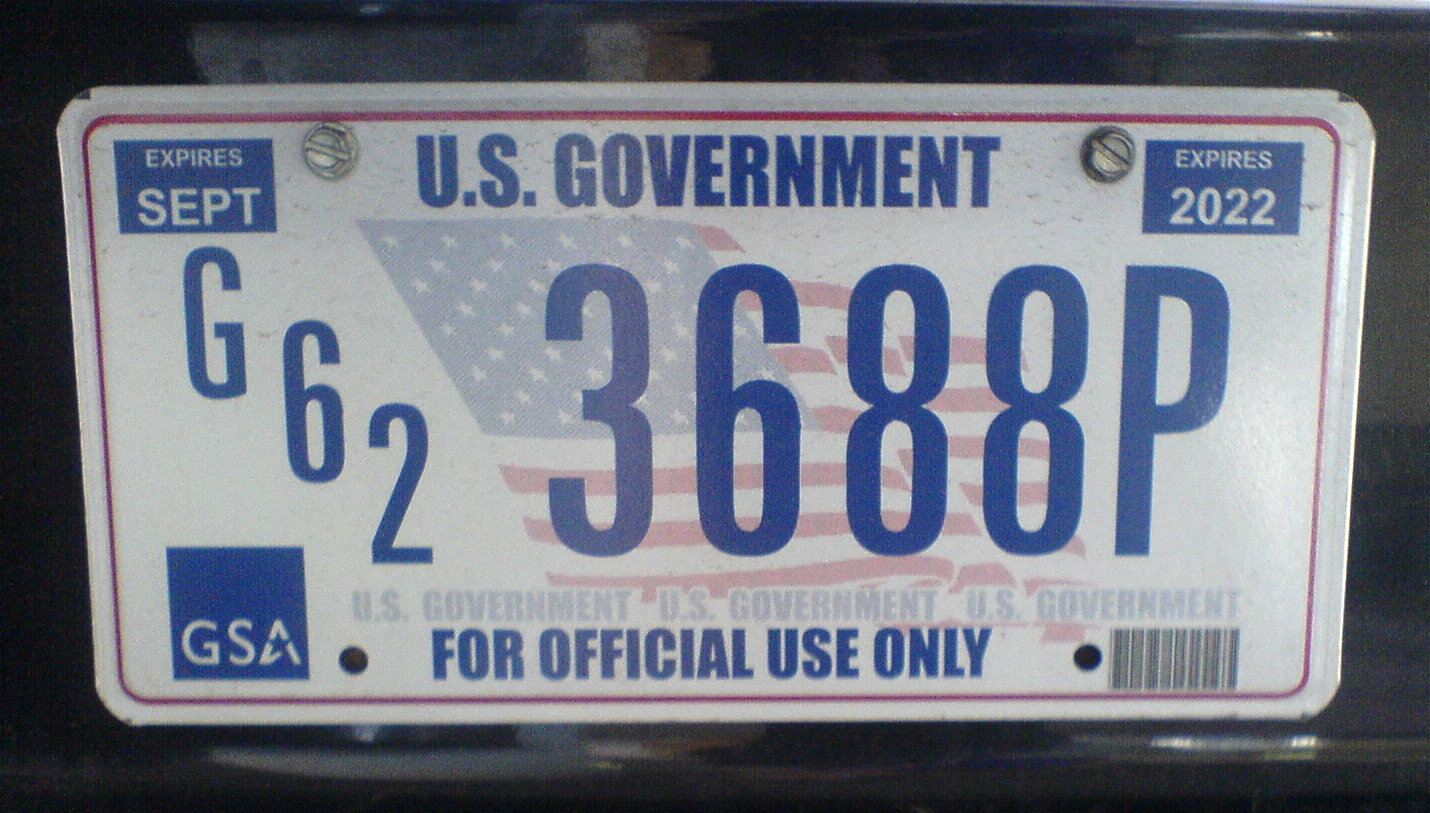
總務管理局核发的联邦政府车牌
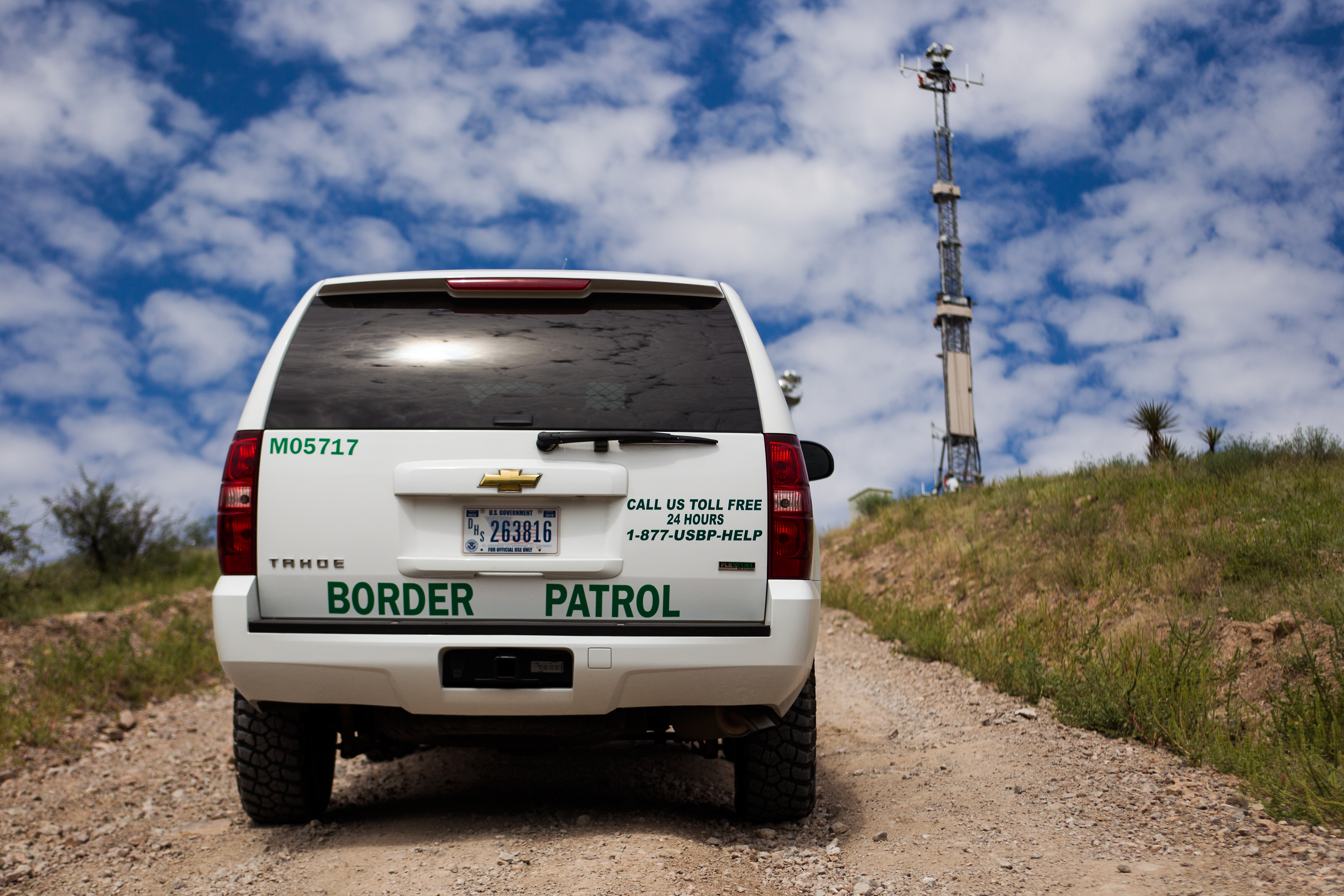
国土安全部（DHS）核发的联邦政府车牌，用于美国海关与边境保护局的运动型多用途车
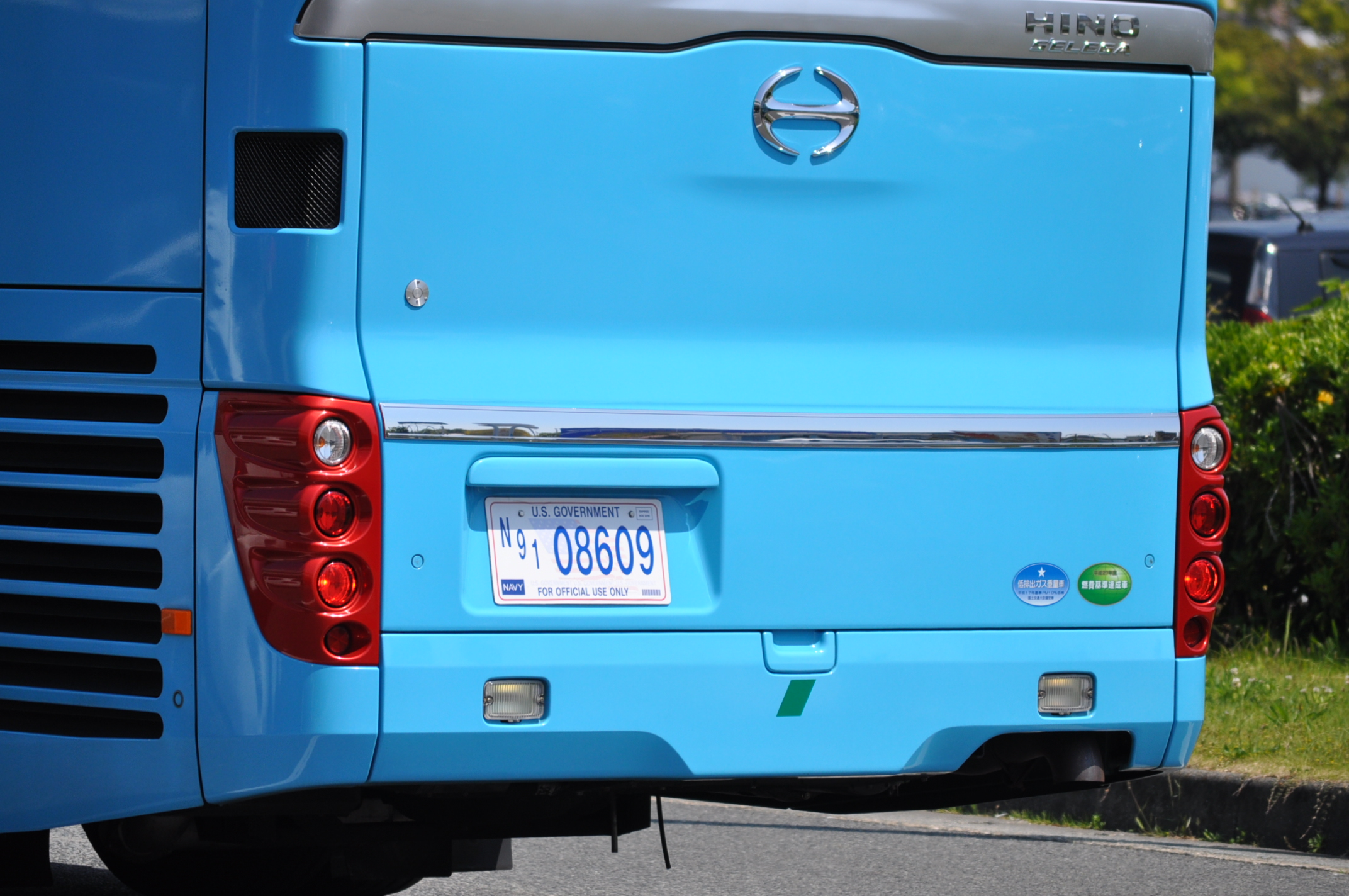
美國海軍核發的聯邦政府車牌，用於駐日美軍佐世保海軍基地與福岡機場之間的穿梭巴士